# Neopilionidae
Famille
Synonymes
- Monoscutidae Forster, 1948

Les Neopilionidae sont une famille d'opilions eupnois. On connaît près de 80 espèces dans 19 genres.

## Distribution
Les espèces de cette famille se rencontrent en Océanie, en Amérique du Sud et en Afrique du Sud.

## Liste des sous-familles
Selon World Catalogue of Opiliones (19/07/2025) :
- Ballarrinae Hunt & Cokendolpher, 1991
- Enantiobuninae Mello-Leitão, 1931
- Neopilioninae Lawrence, 1931
- sous-famille indéterminée
  - Martensopsalis Giribet & Baker, 2021

## Systématique et taxinomie
Cette famille a été décrite par Lawrence en 1931 comme une sous-famille des Phalangiidae. Elle est élevée au rang de famille par Kauri en 1961.
Les Monoscutidae ont été placées en synonymie par Taylor en 2011.

## Publication originale
- Lawrence, 1931 : « The Harvest-spiders (Opiliones) of South Africa. » Annals of the South African Museum, vol. 29, no 2, p. 341-508 (texte intégral).